# Ivan Rojnik
Ivan Rojnik, slovenski duhovnik, teolog, filozof in pedagog, * 18. april 1947, Podvrh pri Braslovčah
Po osnovni šoli je vstopil v Slomškovo dijaško semenišče v Mariboru in leta 1965 maturiral na I. državni gimnaziji. Dva semestra teologije je opravil na ljubljanski Teološki fakulteti, nato je študij filozofije in teologije nadaljeval na rimski univerzi Propaganda Fide, kjer je leta 1969 magistriral iz filozofije. Na Papeški univerzi Salesianum pa je leta 1978 doktoriral iz pedagogike. Duhovniško posvečenje mu je 6. januarja 1973 v baziliki sv. Petra v Vatikanu podelil papež Pavel VI. skupaj s 37 sošolci iz različnih delov sveta.
Na Teološki fakulteti v Ljubljani, enota Maribor, je predaval trideset let katehetiko, homiletiko in pedagogiko (1978–2008). Objavil je univerzitetne priročnike: Poglavja osnovne katehetike (1996), Osnovna homiletika (1996), Uvodna poglavja iz pedagogike (2003), skupaj z Zdenko Zalokar Divjak pa knjigo Pedagoški in didaktični vidiki vzgoje (2010). Pastoralno je deloval v župnijah Št. Ilj v Slovenskih goricah, Sladka Gora, Maribor - Sv. Rešnje telo, sedaj je župnik v Vuhredu.
Hkrati je tudi predstojnik Pedagoško-katehetskega inštituta.

## Nazivi
- izredni profesor za katehetiko in homiletiko (1997, 2000)
- docent (1988)
- predavatelj (1978)